# 출발! 해피FM 이광용입니다
《출발! 해피FM 이광용입니다》는 대한민국의 방송국인 한국방송공사의 라디오 채널 KBS 2라디오(수도권 106.1MHz AM 603KHz)에서 아침 6시 5분부터 아침 6시 57분까지 방송하는 라디오 방송이다.
종전에 이 시간대에 방송되었던 함께하는 세계의 후속 프로그램으로, 진행자 교체 없이 프로그램 이름만 변경되었다.

## 요일별 코너
- 매일코너 : 출발! 스포츠, 건강한 아침밥상, 무대에서 만난 세상

## 같이 보기
- KBS
- KBS 2라디오